# Pä Un-hje
Pä Un-hje (* 21. srpna 1982) je bývalá korejská zápasnice-judistka.

## Sportovní kariéra
V jihokorejske reprezentaci se pohybovala od roku 2001 ve střední váze do 70 kg. V roce 2002 na sebe výrazně upozornila ziskem stříbrné medaile na domácích Asijských hrách v Pusanu. V roce 2004 neobhájila pozici reprezentační jedničky při korejské olympijské nominaci a přišla o účast na olympijské hry v Athénách. V roce 2007 vypadla z užšího výběru reprezentace a v roce 2009 ukončila sportovní kariéru. Pracuje jako policistka v rodném Ulsanu.

## Výsledky
| Turnaj            | 2002         | 2003         | 2004         | 2005         | 2006         |
| Turnaj            | 20           | 21           | 22           | 23           | 24           |
| Turnaj            | střední váha | střední váha | střední váha | střední váha | střední váha |
| ----------------- | ------------ | ------------ | ------------ | ------------ | ------------ |
| Olympijské hry    |              |              | —            |              |              |
| Mistrovství světa |              | úč.          |              | 7.           |              |
| Asijské hry       | 2.           |              |              |              | 2.           |
| Mistrovství Asie  |              | 2.           | —            | 3.           |              |
| Univerziáda       |              | 3.           |              |              |              |
| Akademické MS     | —            |              | 5.           |              | —            |